# Vuelo 46E de Japan Airlines
El vuelo 46E de Japan Airlines Cargo fue un vuelo de carga programado el 31 de marzo de 1993, operado por Evergreen International Airlines, en nombre de Japan Airlines, desde el Aeropuerto Internacional Ted Stevens Anchorage, en Anchorage, Alaska, hasta el Aeropuerto Internacional O'Hare, en Chicago. Tras el despegue, mientras ascendía 600 metros, el pilón del motor número dos se desprendió, provocando que este se desprendiera del ala. Los pilotos lograron aterrizar el 747 de regreso en Anchorage sin más incidentes.
La NTSB concluyó que la separación lateral del pilón del motor N.° 2 posiblemente se debió a un encuentro con una turbulencia severa o posiblemente extrema que resultó en cargas laterales dinámicas de múltiples ejes que excedieron la capacidad máxima de carga lateral del pilón, que ya estaba reducida por la presencia de la grieta por fatiga cerca del extremo delantero del cortafuegos delantero del pilón.

## Aeronave y tripulación
El avión era un Boeing 747-121 de 23 años, matriculado como N473EV, que voló por primera vez en 1970 como avión de pasajeros. Anteriormente había sido operado por Pan Am y TWA antes de ser convertido en carguero y entregado a Evergreen International Airlines en diciembre de 1988.El avión estaba propulsado por cuatro motores turbofán Pratt & Whitney JT9D-7D.: 8 
El capitán, de 42 años, trabajaba en Evergreen International Airlines desde 1987 y acumulaba más de 10.000 horas de vuelo, incluyendo 750 en el Boeing 747. El primer oficial, de 47 años, trabajaba en la aerolínea desde 1991 y acumulaba 10.500 horas de vuelo, 600 de ellas en el Boeing 747. La ingeniera de vuelo, de 33 años, trabajaba en Evergreen desde 1989 y acumulaba 2.600 horas de vuelo. Era la persona con más experiencia en el Boeing 747, con 1.201 horas.: 6, 8 

## Vuelo
El vuelo 46E de JAL despegó de Anchorage aproximadamente a las 12:24 hora local. El informe meteorológico/de vuelo proporcionado a los pilotos por el departamento de operaciones de Evergreen contenía un pronóstico de turbulencia severa e indicaba que otros aviones grandes habían reportado turbulencia severa. Mientras el vuelo 46E rodaba hacia la pista a la espera de su autorización de despegue, el controlador local informó a la tripulación que el piloto de otro Boeing 747 de Evergreen reportó turbulencia severa a 760 m (2500 pies) mientras ascendía desde la pista 06R. Tras el despegue, a una altitud de aproximadamente 610 m (2000 pies), el avión experimentó una inclinación a la izquierda no controlada de aproximadamente 50 grados.

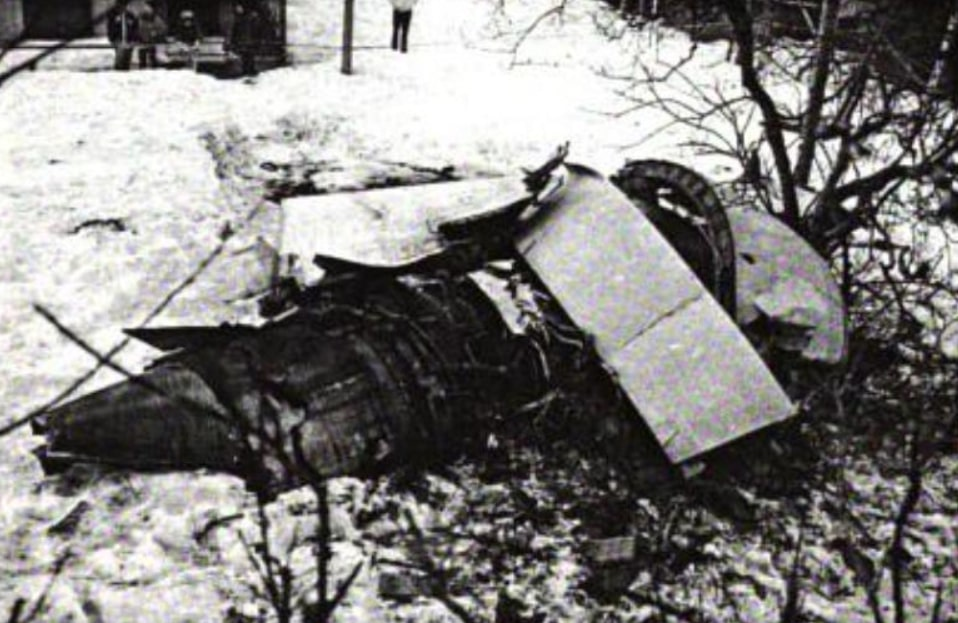
El motor después de caer en Anchorage, Alaska.

Aunque la velocidad aerodinámica deseada era de 183 nudos (338,9 km/h; 210,6 mph), la velocidad aerodinámica fluctuó alrededor de 75 nudos (138,9 km/h; 86,3 mph) desde un máximo de 245 nudos (453,7 km/h; 281,9 mph) a un mínimo de 170 nudos (314,8 km/h; 195,6 mph). Poco después, la tripulación de vuelo informó de una guiñada "enorme", el acelerador n.º 2 se cerró de golpe hasta el tope trasero, la indicación del inversor n.º 2 mostró el despliegue del inversor de empuje y el bus eléctrico del motor n.º 2 falló. Dos cazas F-15 de la Fuerza Aérea de los Estados Unidos que volaban cerca informaron que algo enorme había caído del vuelo 46. Al recibir este informe, el controlador informó al vuelo 46 que algo se había caído de la aeronave. Varios testigos en tierra informaron de que el avión experimentó varias oscilaciones de cabeceo y balanceo graves antes de que el motor se separara. Dos F-15 confirmaron los daños en el vuelo 46 e informaron que se habían caído varios flaps del borde de fuga en el lado del ala izquierda. Poco después de que el motor se separara del avión, la tripulación de vuelo declaró una emergencia y el capitán inició un viraje de gran radio a la izquierda para regresar y aterrizar en la pista 06R. El capitán no pudo mantener la altitud durante un tiempo y la aeronave descendió, por lo que el capitán abrió por completo el primer motor, pero las alarmas del vibrador de la palanca de mando y del ángulo de alabeo se activaron en la cabina. El motor n.° 1 se mantuvo a máxima potencia de emergencia. Durante la fase de aterrizaje a favor del viento, los ángulos de alabeo superaron momentáneamente los 48 grados, alternando con la nivelación de las alas. Alrededor de las 12:45, el vuelo 46E informó a la torre que estaban en la pista.

## Investigación
Aproximadamente 5 minutos antes del despegue del vuelo 46, también se encontró que el vuelo 42, que despegó de la misma pista, tenía un pasador de fusible deformado en el segundo motor.

### Declaración del testigo
No hubo señales de un incendio en vuelo antes de que se apagara el segundo motor. Testigos en tierra testificaron que vieron algo como una bola de fuego o un destello cuando el motor se cayó. No se produjo ningún incendio en el motor que cayó al suelo, pero la primera persona que presenció la caída del motor dijo que algo así como vapor había subido. Por lo tanto, el cuerpo de bomberos de Anchorage roció agua sobre el motor.

### Investigación del accidente
Los investigadores de la Junta Nacional de Seguridad en el Transporte (NTSB) dirigieron la investigación. Descubrieron múltiples desprendimientos del pilón del motor dos, lo que provocó el posterior desprendimiento de todo el motor. Los investigadores también descubrieron que la dirección del desprendimiento fue hacia afuera. Es probable que el desprendimiento del motor se debiera a la turbulencia proveniente de las montañas de Alaska que experimentó el avión al ascender 2000 pies. La turbulencia habría sometido a tensión al pilón del motor. No se encontraron indicios de la misma grieta en otros pilones del 747 después del accidente del vuelo 46E.
La encuesta incluyó a la FAA, Boeing, Evergreen International Airlines, Japan Airlines y Pratt & Whitney. También se notificó a la Comisión de Investigación de Accidentes de Aeronaves de Japón de conformidad con el Anexo 13 del Convenio de Chicago.

### Causa probable
El 13 de octubre de 1993, la NTSB emitió un informe final. Como causa probable, se concluyó que el pilón resultó dañado como consecuencia de la carga lateral inesperada en el segundo motor debido al violento remolino. También se encontró que el valor de durabilidad se redujo en aproximadamente un 10% debido a la grieta por fatiga de 2 pulgadas que se produjo frente al pilón.

### Aviso de seguridad
La NTSB ha emitido 10 avisos de seguridad. Los contenidos son los siguientes.
- Desarrollo de un programa de peligros meteorológicos cuando el aeropuerto se encuentra en una zona montañosa.
- Investigación de peligro por información meteorológica en el Aeropuerto Internacional de Anchorage y establecimiento de ruta de aproximación / ascenso basada en ella.
- Restablezca la carga de diseño considerando la carga cuando se encuentre con un remolino intenso.
- Cambio de diseño del pilón del motor.
- Emisión de una directiva de aeronavegabilidad recomendando el cumplimiento de la directiva de mejora 747-54-2160 publicada por Boeing.
- Definición de ruta ascendente considerando que la aeronave no encuentra turbulencias intensas a baja altura.
- Proporcionar información sobre el uso del radar Doppler WSR-88D y su remolino resultante en altitudes bajas.
- Revisión del manual de mantenimiento para el mismo modelo.
- Examine si es necesario inspeccionar el diseño del motor de otras aeronaves.

## Consecuencias
El N473EV fue reparado y volvió a servicio después del accidente y siguió volando para Evergreen International Airlines hasta 1998. El avión fue desguazado en 2001.

## En la cultura popular
Antes de este accidente el avión en cuestión fue alquilado para el rodaje de la película de acción Die Hard 2, en la que aparecía una escena en la que un personaje era ingerido en el motor número 2.